# Dürschbach
Der Dürschbach, auch Dürsch und am Oberlauf Weyerbach genannt, ist ein über 9 Kilometer langes Fließgewässer zwischen Bechen in der Gemeinde Kürten und Klefhaus in der Stadt Overath, das von rechts in die Sülz mündet.

## Namensherkunft
Der Name Weyer bzw. Weier bedeutet Wasserstau. Der Name Dürsch leitet sich ab aus einer Verkürzung des Ortsnamens Dürscheid.

## Geographie

### Verlauf

#### Weyerbach

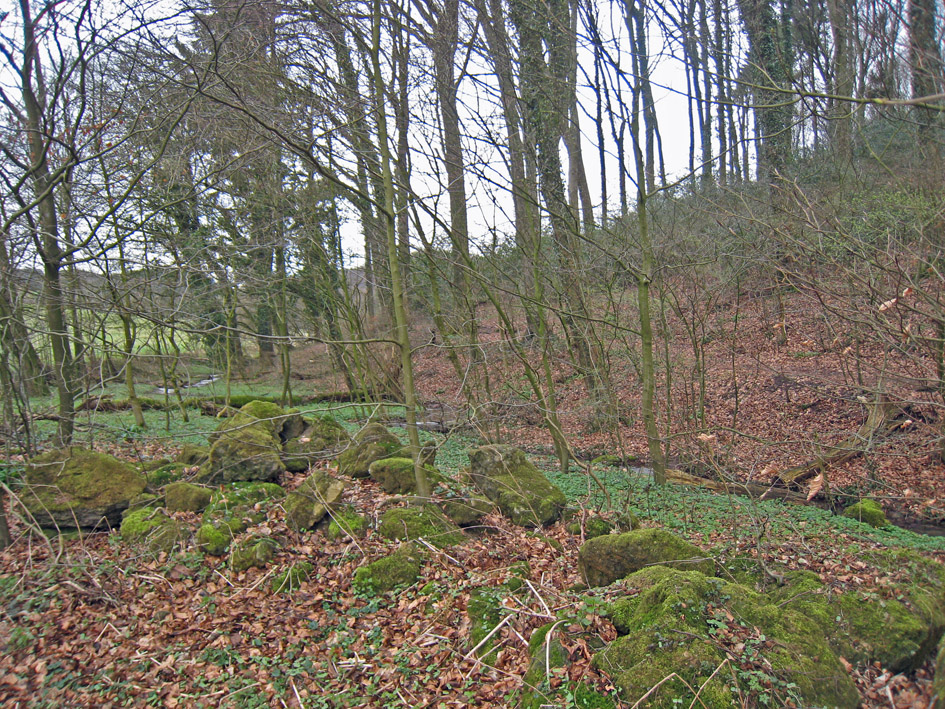
Der Weyerbach am Hauserhof

Weyerbach ist der Name des 3,953 km langen Abschnitts des Dürschbachs von der auf einer Höhe von 245 m ü. NHN in der Ortschaft Heidergansfeld (Bechen) gelegenen Quelle bis zur Mündung des Miebachs in Steeg. An seinem Verlauf liegen Neuensaal, Pohl, wo er die früher dort gelegene Mühle und etwas bachabwärts die Weyermühle angetrieben hat. Der Mühlteich ist noch vorhanden. Er fließt am Naturschutzgebiet Kalkbuchenwald zwischen Hove und Weyermühle vorbei und dann zwischen Hauserhof und Hove am Naturschutzgebiet Steeger Berg vorbei.

#### Dürschbach
Ab Steeg fließt der Dürschbach etwa 5 km durch Dürscheid an Steintor vorbei und anschließend durch das Dürschtal. Bei der Dürscheider Hütte befindet sich ein gespeister Teich. Im weiteren Verlauf passiert der Bach Oberselbach und Broichhausen und das Naturschutzgebiet Dürschbachtal. Im Dürschtal liegen einige Fischteiche. Der Bach mündet in Klefhaus von rechts in die Sülz, wobei er vorher kurz durch Bergisch Gladbacher und Overather Gebiet fließt. 
Seine Länge inklusive des Abschnitts Weyerbach beträgt 9,275 km.

### Einzugsgebiet
Das knapp 17 km² große Einzugsgebiet des Dürschbachs und seiner Nebengewässer grenzt
- im Norden an den Osbach,
- im Nordwesten an den Hommerbach,
- im Westen an den Westerbach,
- im Südwesten an den Ölsiefen,
- im Süden an einen namenlosen Zufluss der Sülz,
- im Südosten an den Volbach,
- im Osten an den Asselborner Bach,
- nördlich davon an die Strunde und
- im Nordosten an den Scherfbach.

### Zuflüsse
In den Oberlauf Weyerbach fließen 
- Holzbach[8] (GKZ 272885412, linksseitig) bei Pohlsmühle von Holz kommend, Länge  900 m
- Pohlsiefen[8] (ohne GKZ, linksseitig), bei Pohlsmühle, Länge 170 m[9]
- Hagener Siefen[8] (ohne GKZ, linksseitig), südlich von Pohlsmühle, Länge 440 m[9]
- Schnappener Siefen[8],  (ohne GKZ, rechtsseitig), südlich von Pohlsmühle aus Richtung Schnappe kommend, Länge 130 m[9]
- Kurzer Siefen[8] (ohne GKZ, linksseitig), südlich von Pohlsmühle, Länge 100 m[9]
- Nelsbach[8],  (ohne GKZ, rechtsseitig), nördlich von Nelsbach, Länge 140 m[9]
- Durhauser Bach[8] (GKZ 272885414, linksseitig) bei Nelsbach von Durhaus kommend, Länge 1.100 m
- Straßener Siefen (ohne GKZ, rechtsseitig) bei Nelsbach, Länge ca. 650 m[9]
- Seimerich (GKZ 272885416, linksseitig) hinter Hauserhof, Länge ca. 1.500 m
  - Roßloch (ohne GKZ, linksseitig), Länge ca. 400 m
- N.N. (GKZ 272885418, rechtsseitig) hinter Hove von Unterblissenbach kommend, Länge 1.525 m[10]

Ab Steeg münden folgende Fließgewässer in den Dürschbach:

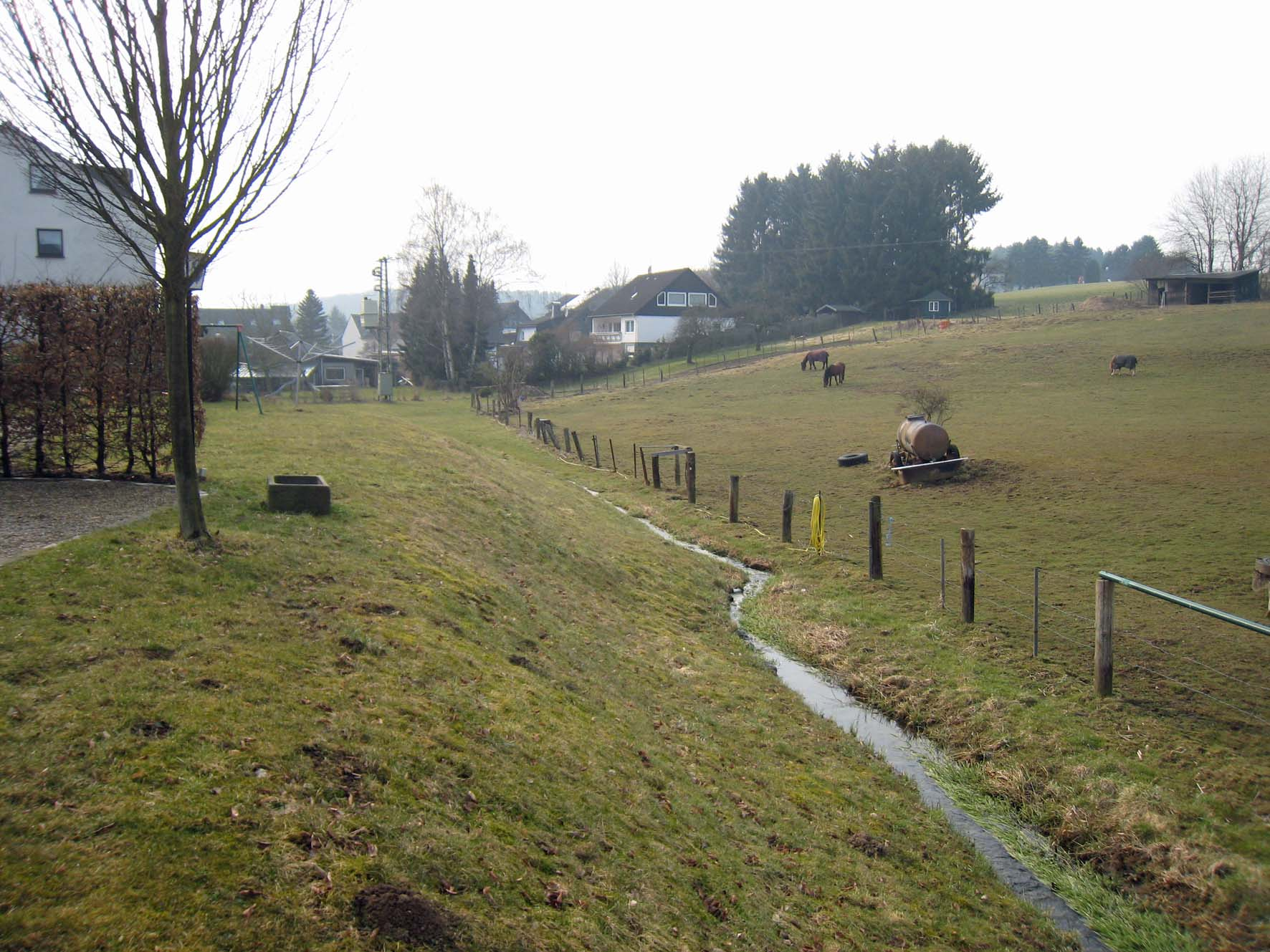
Der Miebach

- Miebach (GKZ 27288542, linker Oberlauf) bis Steegerhöhe, Länge 2.353 m
- Börschbach (GKZ 272885432, linksseitig) bei Buchholzberg, Länge 1.077 m
- Steinbach (GKZ 272885434, rechtsseitig) bei Keller, Länge 1.078 m
- Calenberger Siefen (ohne GKZ, linksseitig), bei der Kläranlage im Dürschtal, 541 m
- Silberkauler Siefen (GKZ 27288544, rechtsseitig) bei Broichhausen, Länge 2.014 m
- Selbach (GKZ 27288546, rechtsseitig), bei Oberselbach, Länge 1.535 m
- N.N. (ohne GKZ, linksseitig), Länge 560 m[9]
- N.N. (ohne GKZ, rechtsseitig), Länge 370 m[9]
- Alemigssiefen (GKZ 27288548, linksseitig) bei Klefhaus, Länge 2.426 m

## Natur und Umwelt

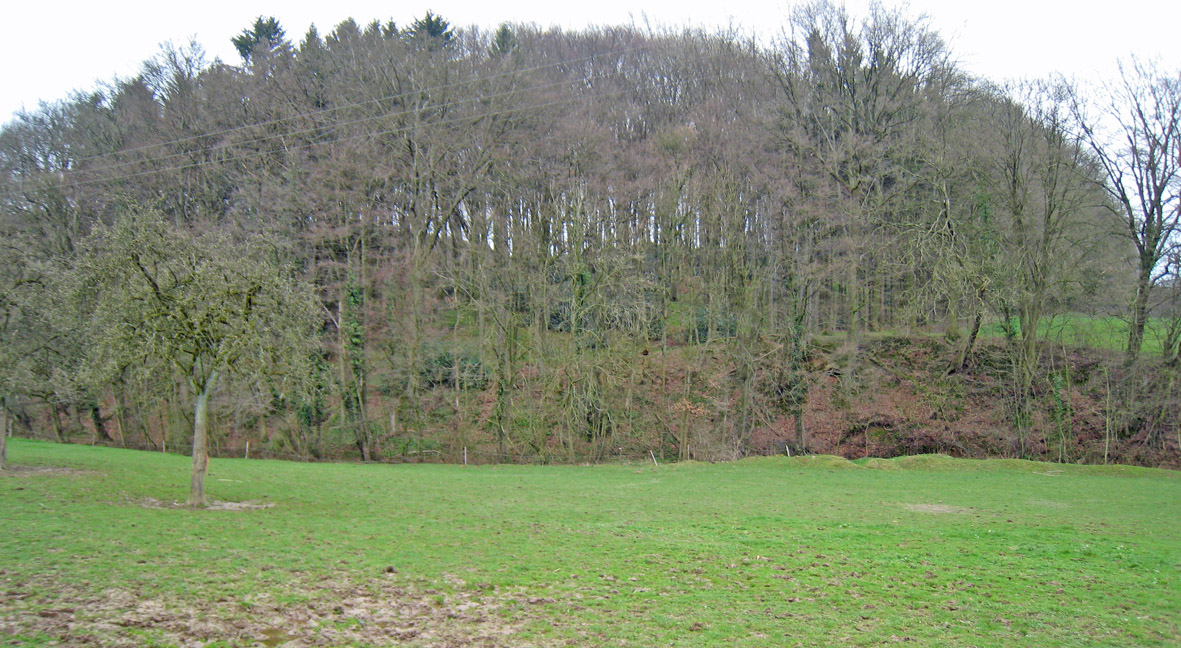
Naturschutzgebiet Kalkbuchenwald zwischen Hove und Weyermühle

### Naturschutzgebiete
- Naturschutzgebiet Kalkbuchenwald zwischen Hove und Weyermühle
- Naturschutzgebiet Steeger Bergbau
- Naturschutzgebiet Dürschbachtal

### Ökologie
Im oberen Dürschbach werden – offenbar durch den früheren Bergbau in der Region – für Organismen bedenkliche Konzentrationen von Metallen wie Zink, Titan, Cadmium und Kobalt gemessen. Der Fischbestand ist unbefriedigend.

### Austrocknung
Während der Sommermonate 2019 verwandelte sich das Gewässer im Bereich Dürscheid-Steeg zum Rinnsal und versiegte im September gänzlich. Nach der Erinnerung älterer Einwohner ist diese totale Austrocknung des Baches in dieser Sommersaison 2019 erstmals erfolgt. Im Verlauf der Herbstmonate wurde der übliche Wasserstand wieder erreicht.

## Geschichte
Der Dürschbach trieb die Pohlmühle, die  Weyermühle und die Broichhausener Mühle an. Er bildete die Grenze zwischen den bergischen Ämtern Porz und Steinbach von Hauserhof bis zur Mündung in die Sülz.
Der Verlauf des Bachs wurde um 1844 in Steeg und Dürscheid nach Osten verlegt. Ursprünglich floss der Bach direkt am Haus Wipperfürther Straße 137 und dann entlang des Philippwegs.